# Зв'язана енергія
Зв'язана енергія (рос. связанная энергия, англ. bound energy) — екстенсивна функція стану, що визначається добутком TS, де S — ентропія, а Т — термодинамічна температура. Становить
ту частину загальної енергії системи, що не може бути
перетворена на корисну роботу.